# 트로이 도나휴
트로이 도너휴(Troy Donahue, 1936년 1월 27일 ~ 2001년 10월 2일)는 미국의 배우이다.

## 출연 작품
- 리전 (1998)
- 크레이지 인디펜던스데이 (1997)
- 쇼다운 (1993)
- 대부 일대기 (1992)
- 더블 폴리스 (1992)
- 파멜라의 본능 (1991)
- 오메가 캅 (1990)
- 비버리 힐스의 두 사나이 (1990)
- 사랑의 눈물 (1990)
- 어썰트 오브 더 파티 너즈 (1989)
- 블러드 내스티 (1989)
- 터미널 포스 (1989)
- 아메리칸 램페이지 (1989)
- 배드 블러드 (1989)
- 호크아이 (1988)
- 람보 캅 (1988)
- 데들리 프레이 (1987)
- 표류교실 (1987)
- 사이클론 (1987)
- 나부락의 LA 대결전 (1987)
- 그랜드뷰, U.S.A. (1984)
- 틴 맨 (1983)
- 꿈꾸는 낙원 (1978)
- 지옥의 여왕 (1974)
- 닭싸움꾼 (1974)
- 대부 2 (1974)
- 아이언 사이드 (1967)
- 마이 블러드 런스 콜드 (1965)
- 연애센터 (1962)
- 청춘은 밤이 없다 (1961)
- 퍼펙트 퍼로 (1959)
- 슬픔은 그대 가슴에 (1959)
- 피서지에서 생긴 일 (1959)
- 선셋 77번가 (1958)
- 교정의 괴물 (1958)
- 디스 해피 필링 (1958)
- 빛바랜 천사 (1958)
- 살인 운석의 침공 (1957)